# Museu de Belles Arts de Rouen
El Museu de Belles Arts de Rouen és un museu d'art ubicat al centre de la ciutat francesa de Rouen. El seu edifici va ser renovat i completat el 1994. L'art dels segles xviii i xix està especialment ben representat. El seu actual director és Laurent Salomé.
Reuneix una col·lecció de pintures, escultures, dibuixos i objectes d'art del segle xv fins als nostres dies, incloent una rara col·lecció d'icones de Rússia dels segles XVI al XIX (inicis). El museu compta també amb un grup excepcional de pintures provinents de la donació de François Depeaux (1909), que el situen a l'avantguarda dels museus provincials de França amb obres impressionistes.
El Gabinet de dibuixos té més de 8.000 peces que van del Renaixement al segle xx. El museu també acull exposicions temporals, així com algunes exposicions d'art contemporani. Les col·leccions permanents s'exhibeixen en 60 sales.

## Galeria

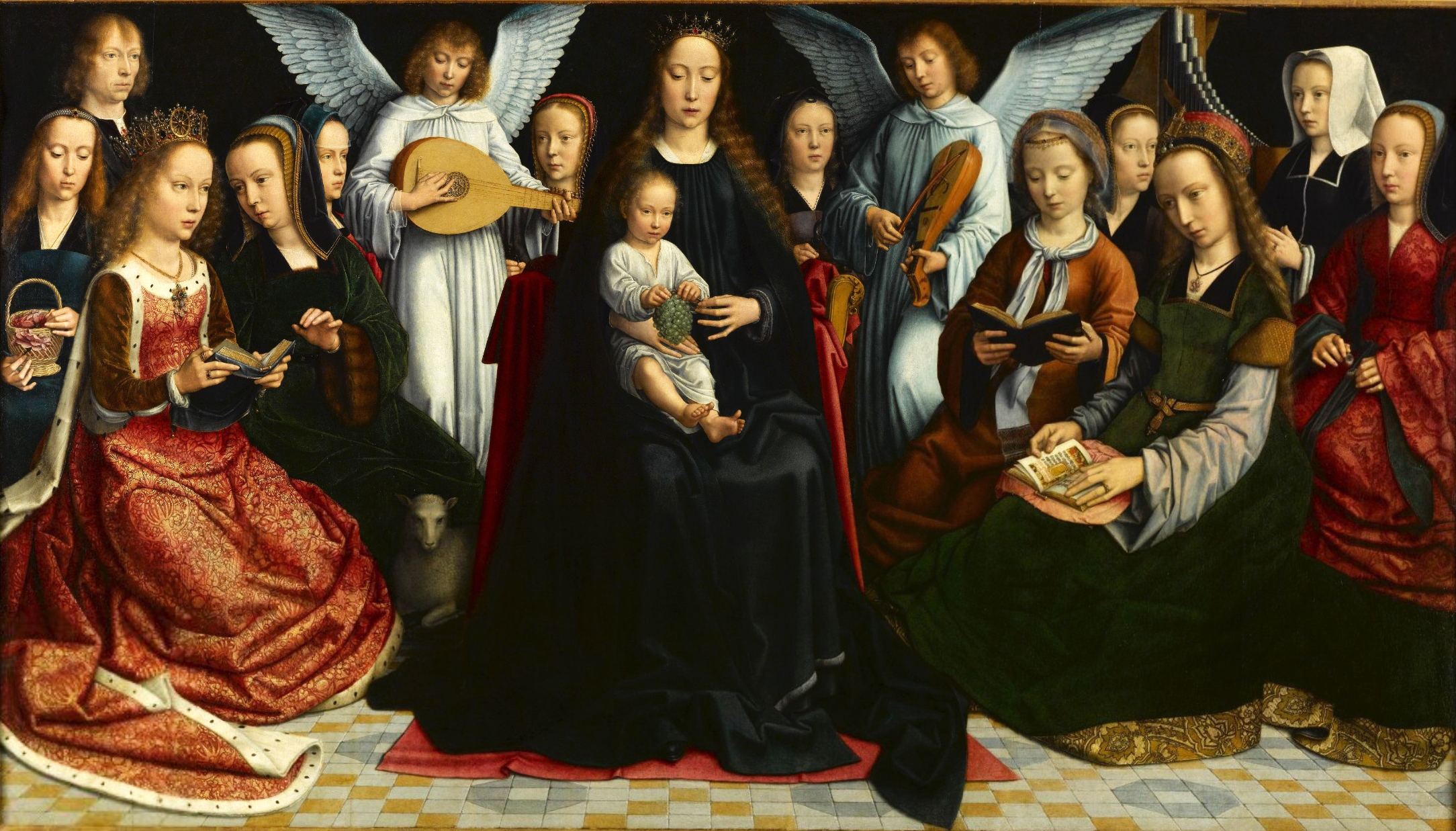
Gérard David, La Vierge entre les vierges (1509)
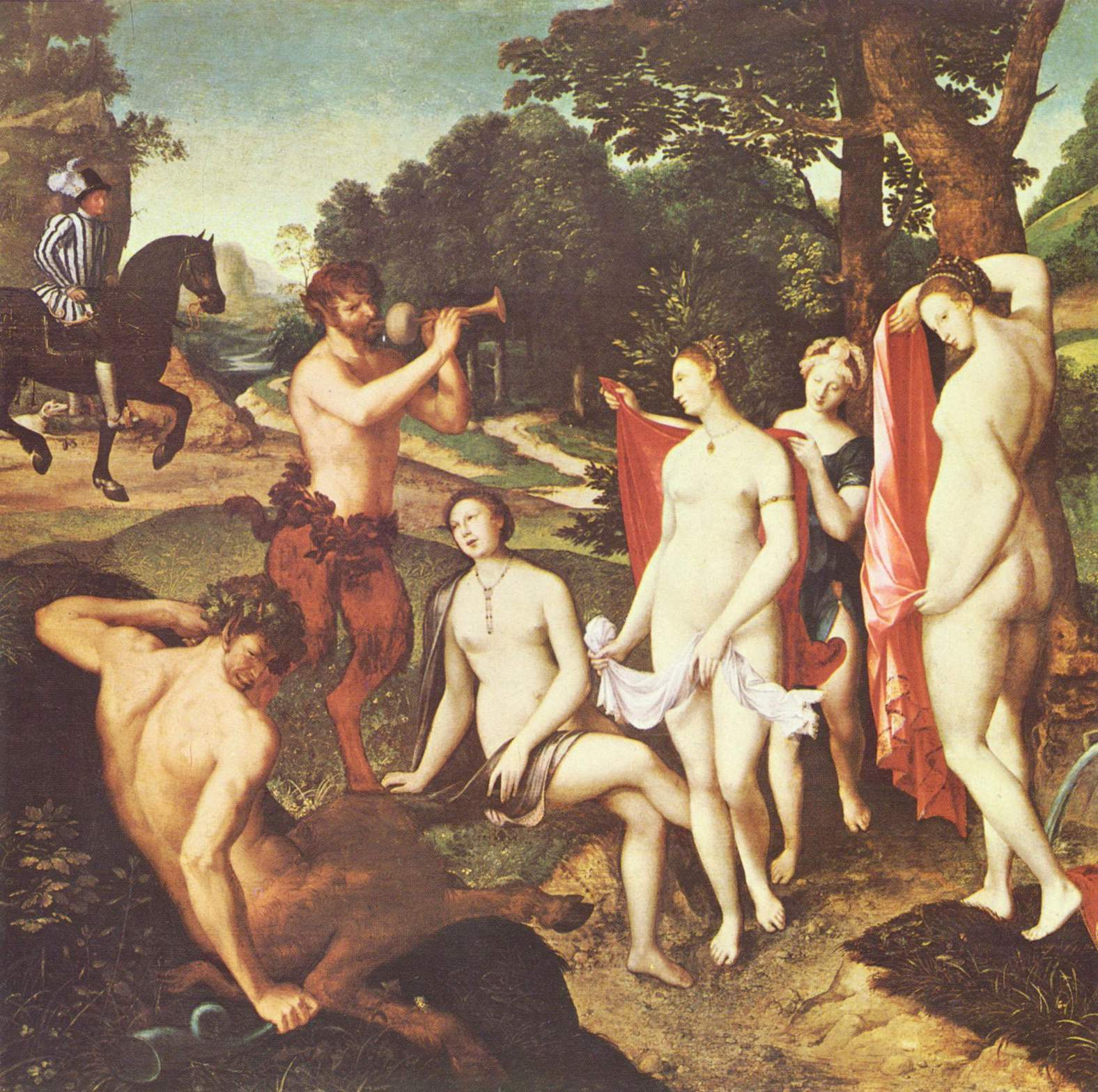
François Clouet, Le Bain de Diane (~1558)
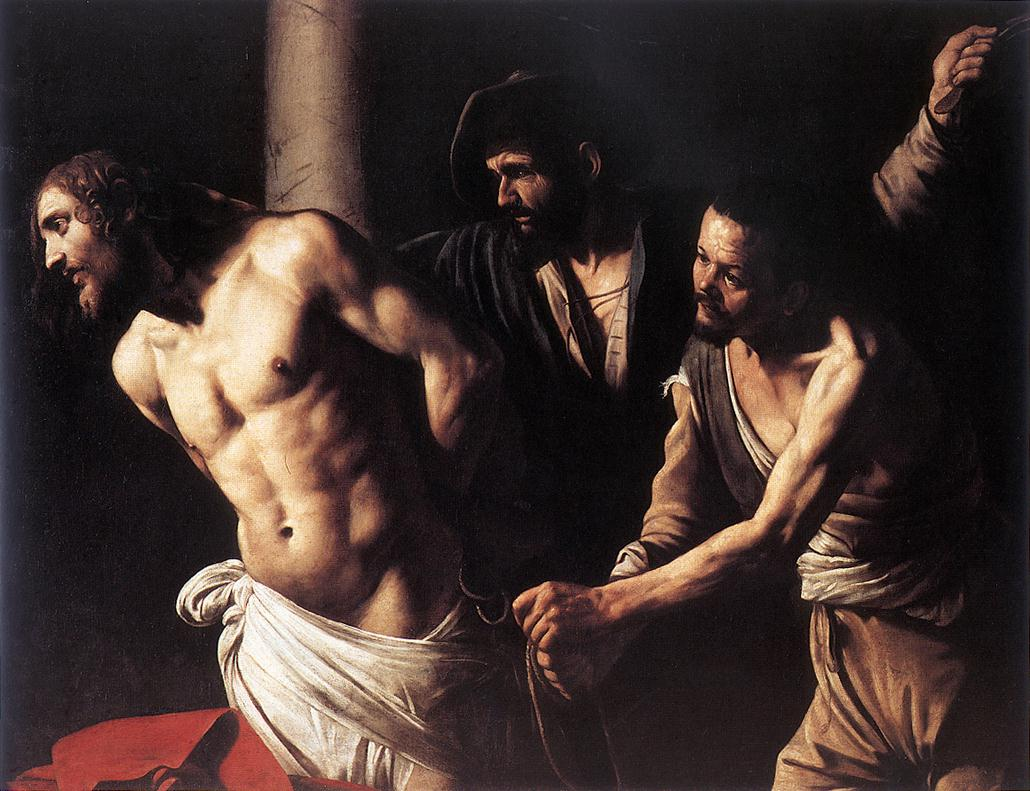
Le Caravage, Le Christ à la colonne
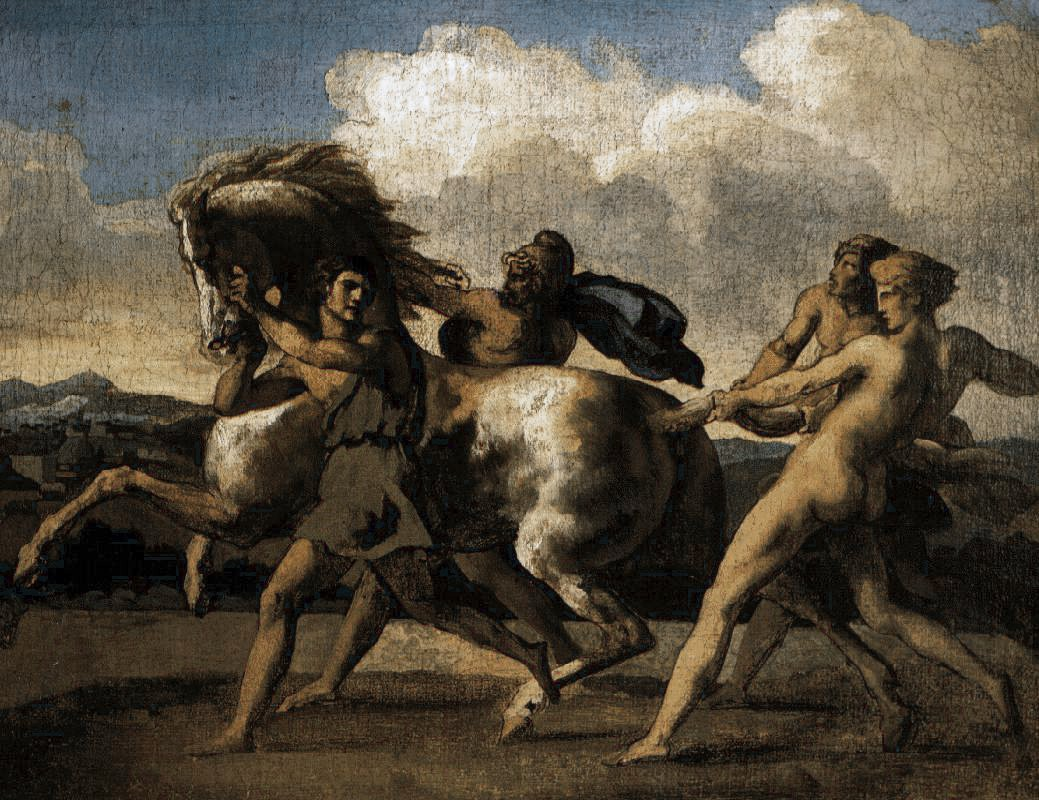
Théodore Géricault, Cheval arrêté par des esclaves
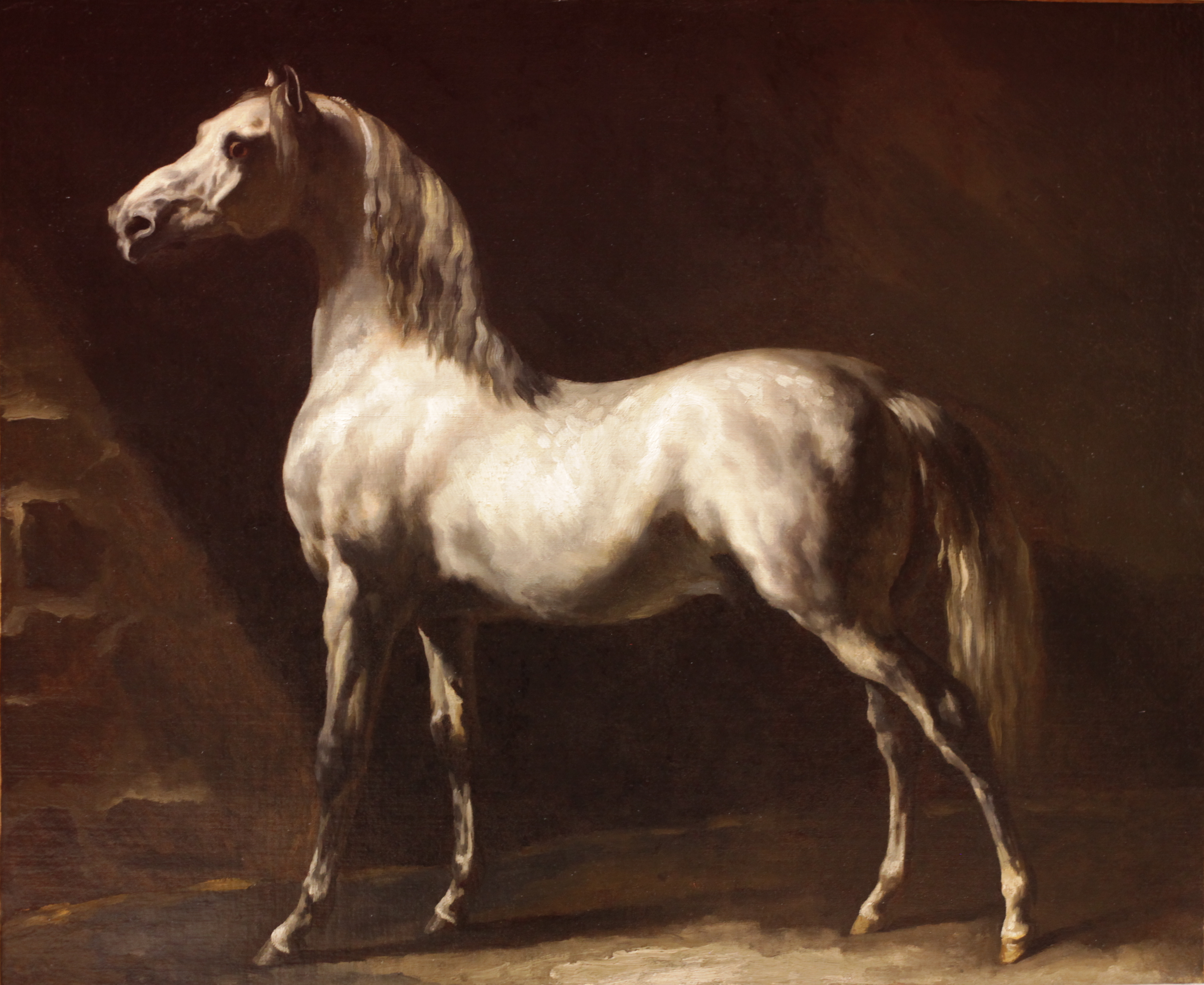
Théodore Géricault, Cheval arabe gris-blanc (avant 1824)
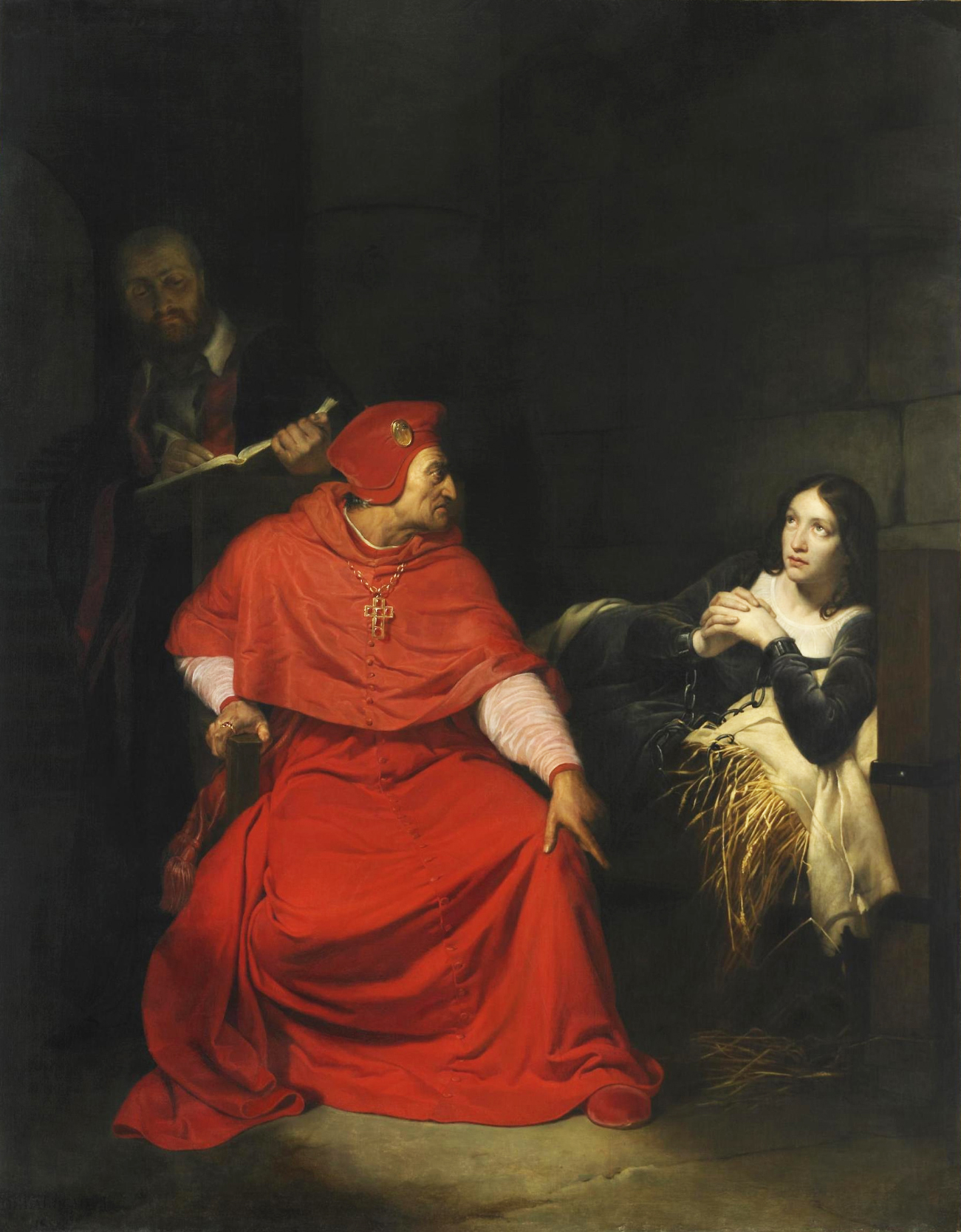
Paul Delaroche, Jeanne d'Arc est interrogée par le cardinal de Winchester dans sa prison (1824)
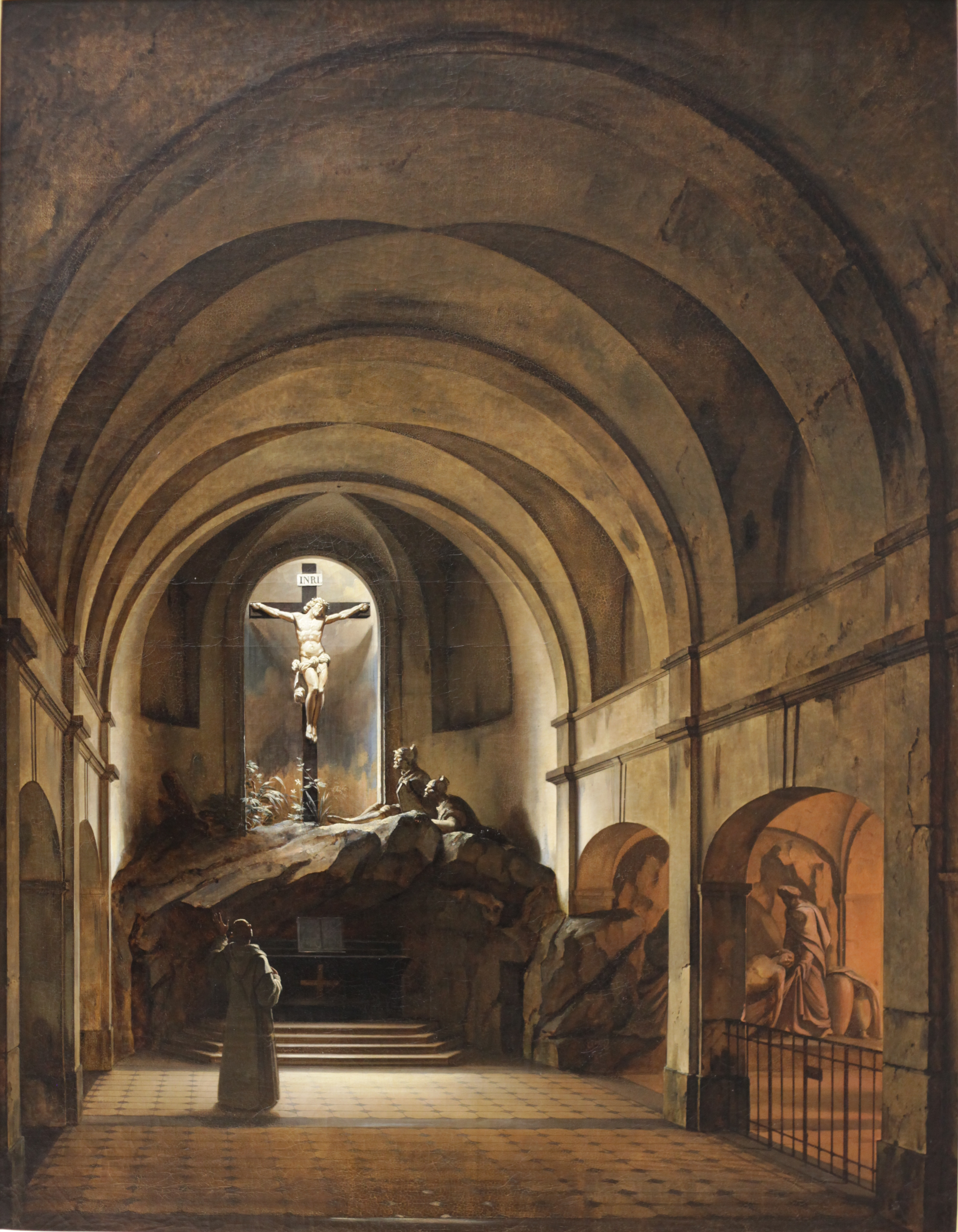
Charles Marie Bouton, Chapelle du Calvaire dans l'église Saint-Roch
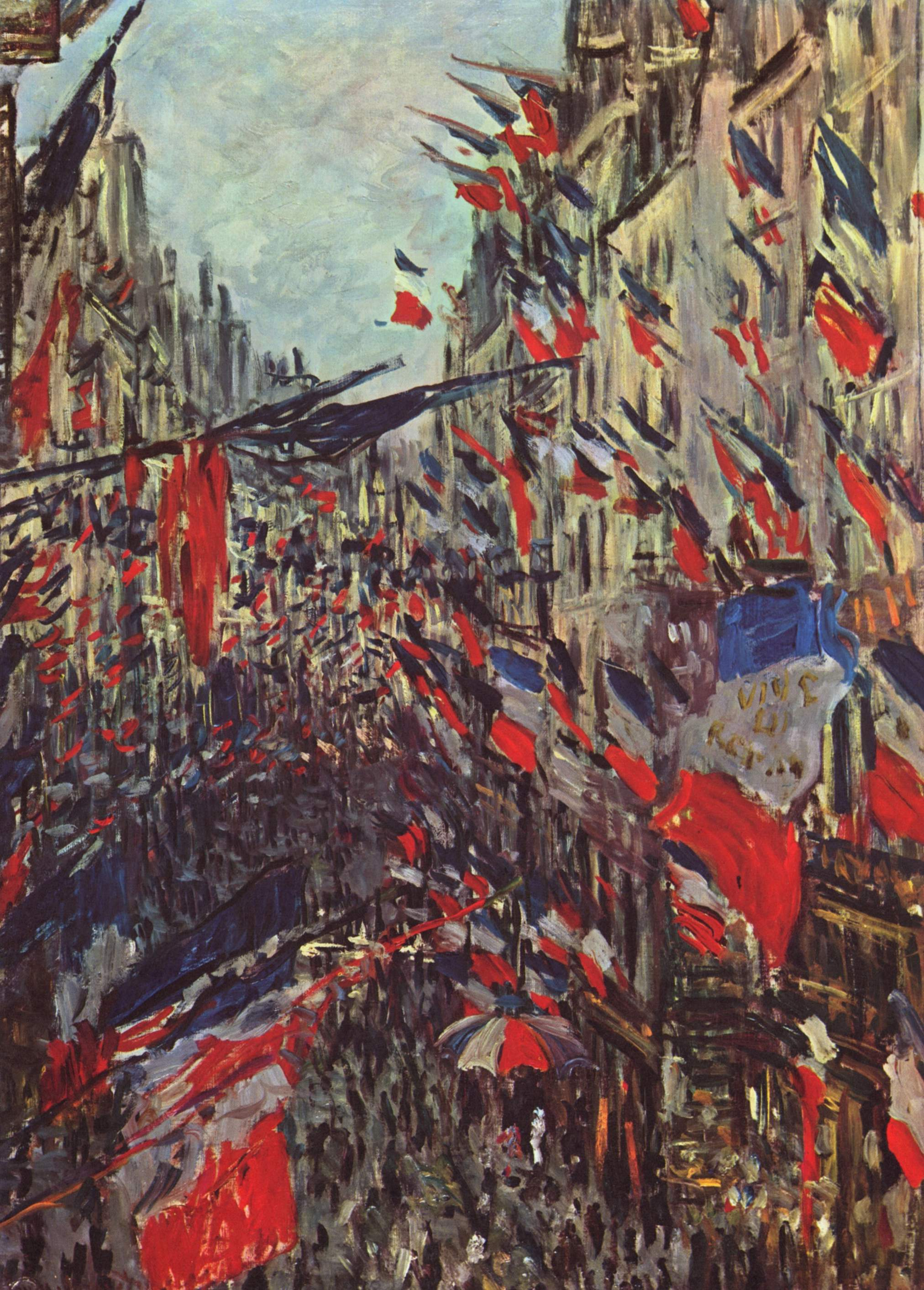
Monet, La Rue Saint-Denis (1878)
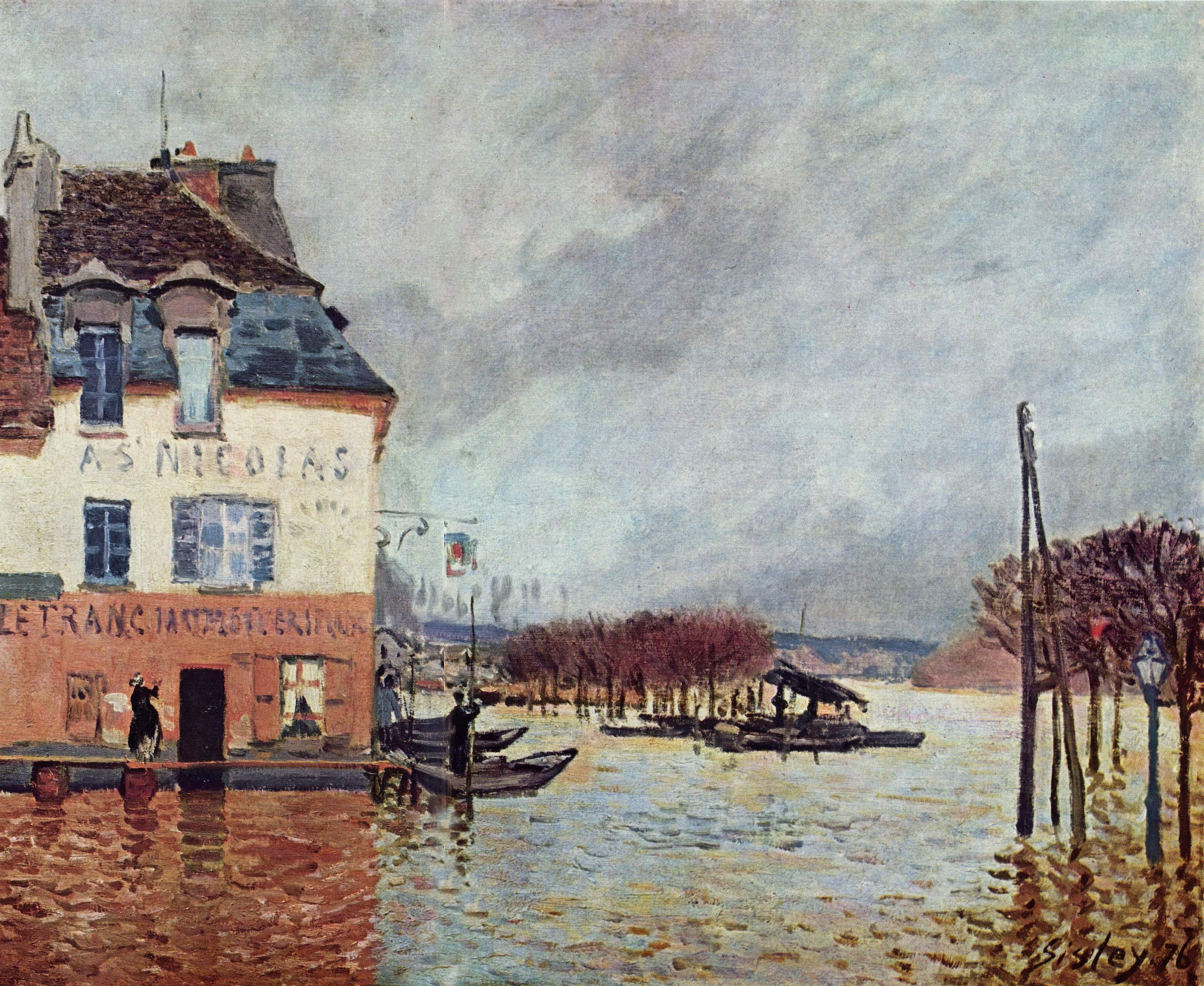
Alfred Sisley, L'Inondation à Port-Marly (1876)
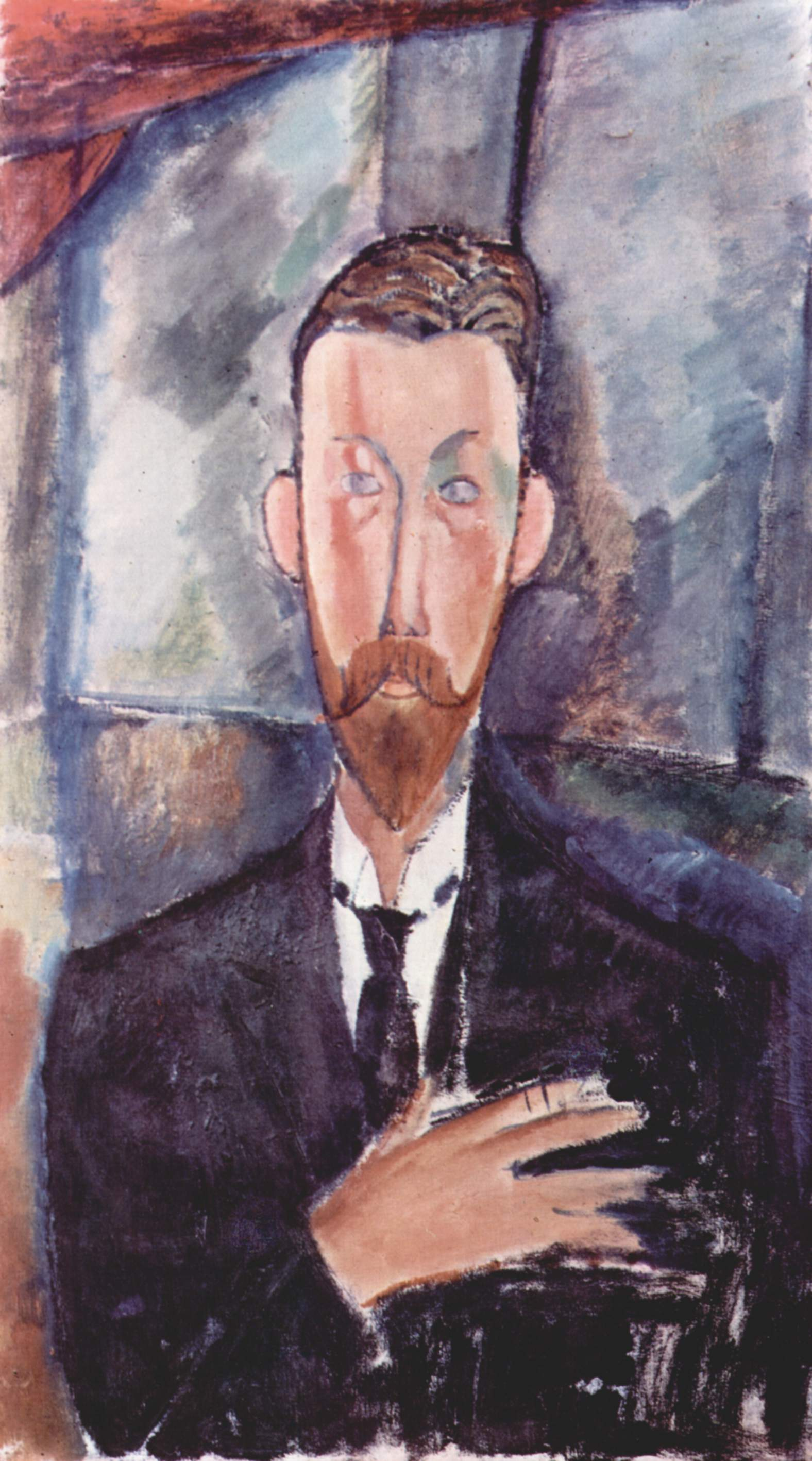
Modigliani, Paul Alexandre devant un vitrage